# Лазар (Баранович)
Лазар (у миру Лука Баранович) (1620 — 3 (13) вересня 1693) — український письменник, церковний і політичний діяч другої половини XVII століття. Архієпископ Чернігівський і Новгород-Сіверський. Відстоював самостійність Київської митрополії. Автор проповідей, віршів, полемічно-богословських трактатів. Писав польською і українською мовами.

## Біографія
Походив з зауського шляхетського роду Барановичів гербу Сирокомля, який в часи архієпископства замінив на особистий у формі «наперсного» хресту на ланцюгу.
Навчався у школі Київського Братського Богоявленського монастиря. Остаточну освіту отримав у колегіях Вільно (тепер Вільнюс, Литва) і єзуїтській Каліша (тепер Польща).
З початку 1640-х рр. викладав у Києво-Могилянській колегії (академії) (або від 1642 до 1647 років викладав польською, латиною в колегіумі Київського братства), з 1647 року став ректором у Гощі. З 1650 року — її ректор й ігумен Братського училищного монастиря, а з 1651 або 1652 року — і Києво-Кирилівського монастиря.
В 1651 р. залишив академію і мешкав у монастирях Києво-Кирилівському, Куп'ятицькому і Дятиловецькому. З 1653 року завідував Єлецьким монастирем Чернігівської єпархії.

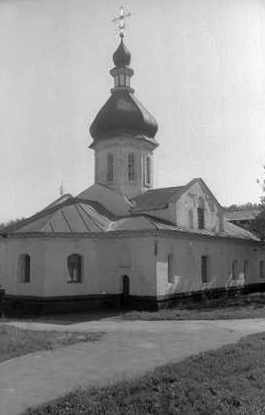
Петропавлівська церква Спасо-Преображенського монастиря. Новгород-Сіверський

8 березня 1657 р. у Ясах митрополитом Гедеоном Молдавським рукопокладений на єпископа Чернігівського; але старий архієпископ Чернігівський Зосима був живий, тому поселився в Новгород-Сіверському Преображенському монастирі і до смерті Зосими в Чернігівській єпархії було два єпископи.
У 1657 р. висвячений на Чернігівського і Новгород-сіверського єпископа.
27 травня 1657 р. Богдан Хмельницький видав Універсал, яким затвердив право чернігівського єпископа Лазаря (Барановича) на володіння маєтностями єпископства.
Близько 1666 р. призначений місцеблюстителем Київської митрополії.
8 вересня 1667 р. зведений у сан архієпископа.
В 1674 р. заклав друкарню при Спасо-Преображенському монастирі у Новгороді-Сіверському, у 1679-му переніс її до Чернігова. За його життя було надруковано понад 50 книг.
У 1657, 1659–1661, 1670–1685 рр. він був місцеблюстителем Київської митрополичої кафедри.
В 1692 р. звільнений на спочинок.
Помер 3 (13) вересня 1693 р. Похований у Чернігівському Борисоглібському монастирі.

## Діяльність
В церковних справах проводив політику орієнтації на Московську патріархію, проте не погодився вийти з-під юрисдикції Константинопольського Патріарха і висвятитися на митрополита у Москві.
Архієпископ Лазар піклувався про відбудову зруйнованих храмів і монастирів і про влаштування нових. При ньому були засновано три монастирі: Шуморовський у Мглинському повіті, Андрониківський у Соснинському повіті і Пустинно-Рихлівський у Кролевецькому повіті. Відновлений з руїн і прикрашений катедральний Новгород-Сіверський Спаський монастир, у якому катедра Чернігівського архієпископа залишалася до 1672 року.

В 1669 році переконав гетьмана Многогрішного послати в Москву посольство із проханням про прийняття Гетьманщини в підданство і про підтвердження козацьких вольностей. Членам цього посольства було доручено вимагати, щоб російський уряд не віддавав полякам Києва —
|  | цього першопрестольного граду царства Руського, від якого споконвіку на всю Русь засяла благодать Божа. |

На збереженні Києва особливо наполягали і архієпископ Лазар Баранович, і гетьман Многогрішний, колишній митр. Іосиф (Тукальський) і інші. Під їхнім впливом цар Олексій Михайлович вирішив цілком приєднати Київ до Росії.
В той же час архієпископ Лазар наполягав на самостійності Київської митрополії. Він був незгодний із прагненням Москви підпорядкувати її собі на положенні звичайної єпархії і боровся за збереження прав українського духівництва. Мабуть, тому, коли з'явилася можливість поставити для Києва промосковського митрополита, то був обраний не він, а Гедеон Святополк-Четвертинський.

## Лазар Баранович та Іван Мазепа
Учнем Барановича був Іван Мазепа, який навчався в Києво-Могилянській колегії в 1650-і роки, коли Лазар Баранович був у ній ректором.
Лазар Баранович мав значний вплив як на церковне, так і на суспільно-політичне життя Гетьманщини. Думка архієпископа враховувалась при виборі гетьманів, призначенні воєвод, наданні всіх духовних посад на Лівобережній Україні. Автора кількох богословських трактатів, книг поезій, проповідей шанувала й творча громадськість. Занепокоєний зневажанням православ'я в Польщі, Лазар Баранович, як і багато українських церковних діячів, бачив порятунок для збереження віри в протекції Москви над Києвом, який через агресивні наміри сусідніх держав, старшинську боротьбу за лідерство мав недостатньо сил для самостійного існування.

Водночас архієпископ був рішучим противником втручання Московського патріархату в справи Київської митрополії, московської присутності в Україні. Сучасники доносили в Москву слова Лазаря Барановича:
|  | Треба нам того, щоб у нас, у Малій Росії, й нога московська не постояла, а коли великий государ не виведе своїх ратних людей із міст, гетьман хоча й сам пропаде, та й Московське царство погубить, як вогонь: і запалену річ спалить, і сам вигасне. |

Обставини 1688—1690 років єднали гетьмана і старого архієпископа не тільки церковно-політичними справами. У своїх збірках віршів, проповідей Лазар Баранович сповідував ідеал людини, здатної згуртувати український народ, указати йому шлях до кращого життя, до національної злагоди.
Гетьман, маючи велику бібліотеку, збирав усі книжкові новинки. Завдяки ж Лазарю Барановичу — книговидавцю, автору понад 1500 власних віршів, Чернігів у другій половині XVII століття надрукував найбільшу кількість поетичних збірок літераторів України. На початку 1689 року Іван Мазепа відвідав Чернігів і був посвячений у проблеми Чернігівської друкарні.
У кінці 1691 року здоров'я архієпископа погіршилось. Іван Мазепа з немічним Лазарем Барановичем спільно погодили питання про призначення архієрею помічника щодо управління Чернігівською єпархією. А 3 вересня 1693 року, як повідомив Чернігівський літопис,
|  | Лазар Баранович, архієпископ чернігівський, умер; жив літ всіх 77, правив престолом 36, похований у кафедрі чернігівській за лівим криласом . Оригінальний текст (рос.) 1693. Лазарь Барановичъ, архиепископъ чернѣговский умеръ, живъ лѣтъ всѣхъ 77, правилъ престолъ лѣтъ 36, погребенъ въ катедрѣ чернѣговской, за лѣвымъ крилосомъ. |

## Твори

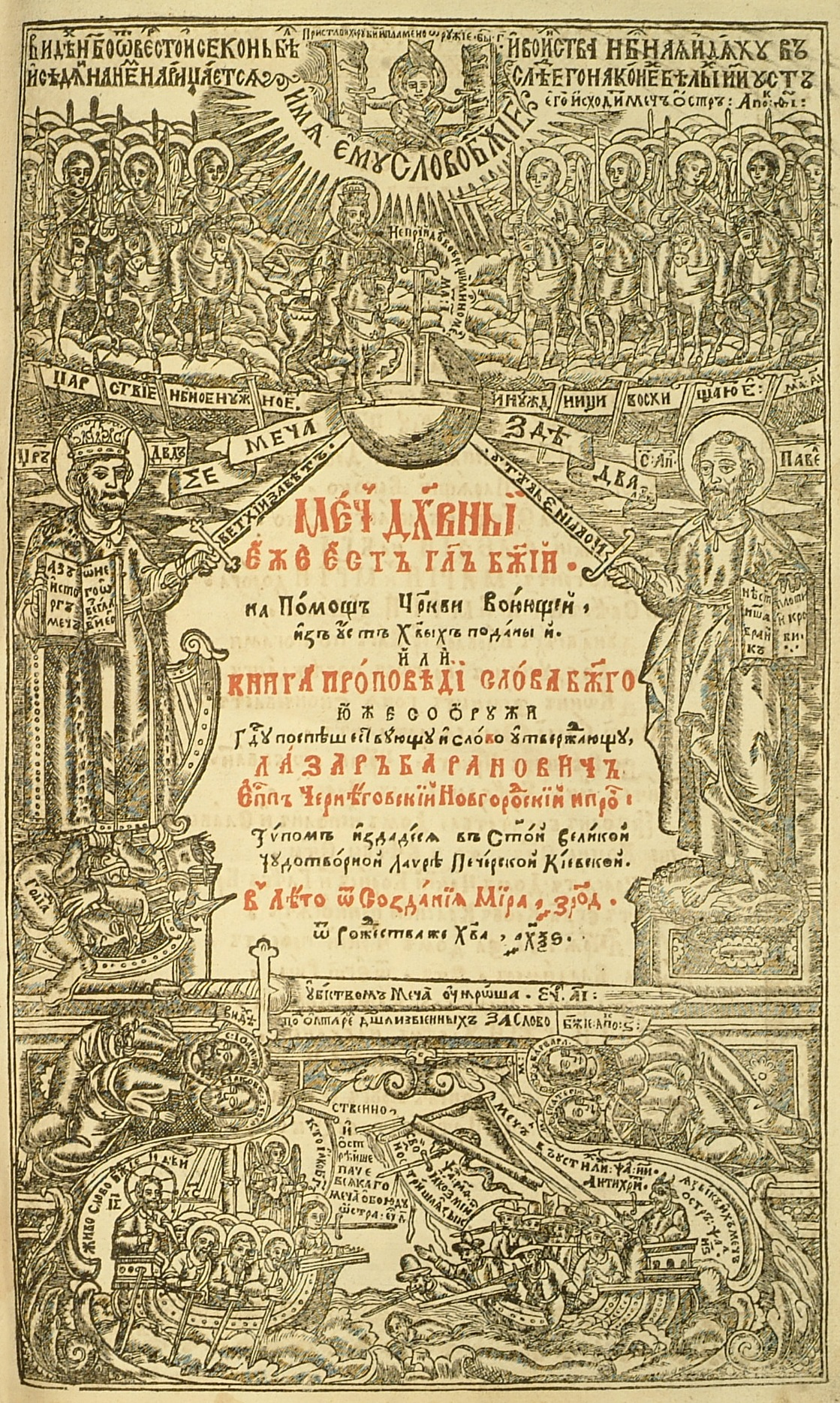
Лазар Баранович «Меч Духовний», друкарня Києво-Печерської лаври, 1666

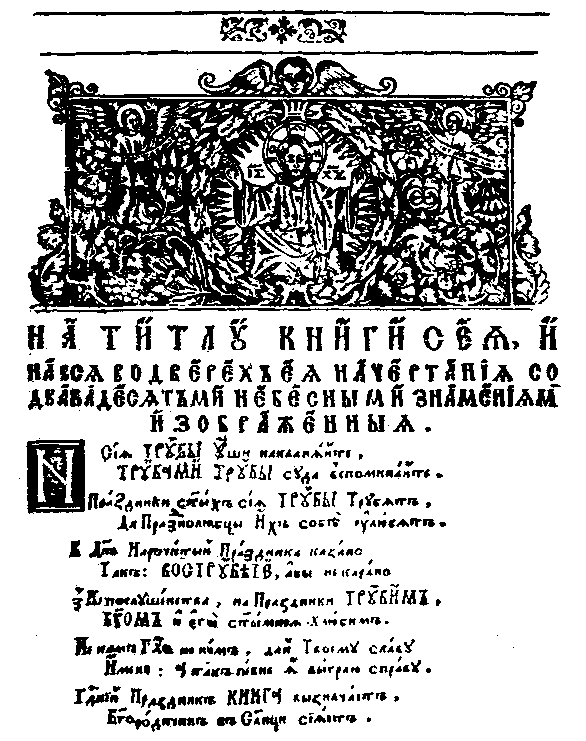
Лазар Баранович. «Трубы словес проповѣдных» — титульний аркуш.

Лазар Баранович — автор книг. Зокрема, опублікував збірки проповідей:
- «Меч духовний» (1666[9][10], 1668)
- «Труби словес проповідних» (1674, 1679),
- «Трубы на дни нарочитыя праздніков» (1674).
- «Слово на благовіщення», Новгород-Сіверський, 1674
- «Слово на святу Троїцю», Новгород-Сіверський, 1674
- Слово на воскресеніе, Новгород-Сіверський, 1675
- «Плач о прставленіі Алексея Михайловича», Київ, 1676
- «Слово на різдво», Чернігів, 1682
- «Благодать і істина», Чернігів, 1683

У відповідь на працю єзуїта Бенедикта Павла Бойми пол. «Stara wiara» видав в Новогород-Сіверському у 1676 році релігійно-полемічний трактат пол. «Nowa Miara Stary wiary».
Документальний матеріал з історії України другої половини XVII століття містить листування Барановича з сучасниками.

### «Лютня Аполлонова»
У 1671 році надрукував збірку на тисячу поезій польською мовою "Лютня Аполлонова" (пол. «Lutnia Appollinowa»). У них автор прославляє Бога, апостолів, пророків, янголів, святих. Кілька віршів написано на морально-дидактичні теми, інші — про сонце, місяць, про різні місяці року, про жнива і про погоду, про мороз і вітер, про музику і спів тощо. Більшої виразності автор досягає у патріотичних віршах, де йдеться про боротьбу з турками і татарами.
Твори написані за правилами шкільної польської поетики — це здебільшого одинадцятискладові вірші з цезурою посередині, обсягом від двох рядків до кількох сторінок, із парним римуванням, алітераціями тощо. Були тут і так звані фігуральні вірші з означенням хреста, але без ніякого змісту.
Серед віршів у збірці вміщені «Nagrobki… Oycu Piotrowi Mohile» («Нагробки… Отцю Петру Могилі») — шість віршованих епітафій на честь митрополита Петра Могили, створені з нагоди поховання ієрарха у 1647 р.